# Салиштеа-Деал (Алба)
Салиштеа-Деал (рум. Săliştea-Deal) насеље је у Румунији у округу Алба. Општина се налази на надморској висини од 327 m.

## Становништво
Према подацима из 2002. године у насељу је живело 309 становника, од којих су сви румунске националности.